# Melastoma
Melastoma es un género de la familia Melastomatacease. Hay alrededor de 50 especies distribuidas por el sudeste de Asia, India y Australia. Está en estudio su revisión taxonómica. Muchas de las especies se cultivan por el mundo como planta ornamental por el valor estético de sus flores púrpura brillante. En algunos países se la consideran plantas invasoras, como en Hawái y parte continental de EE. UU..
Comprende 305 especies descritas y de estas, solo 7 aceptadas.

## Taxonomía
El género fue descrito por Carlos Linneo y publicado en Species Plantarum 1: 389–391. 1753.

## Especies aceptadas
A continuación, se brinda un listado de las especies del género Melastoma aceptadas hasta febrero de 2013, ordenadas alfabéticamente. Para cada una se indica el nombre binomial seguido del autor, abreviado según las convenciones y usos:
- Melastoma aculeolatum Bakh.f.
- Melastoma affine D.Don
- Melastoma ansowii K.M.Wong
- Melastoma apiense K.M.Wong
- Melastoma ariffinii K.M.Wong
- Melastoma ashtonii K.M.Wong
- Melastoma atrofuscum Bakh.f.
- Melastoma aureum Bakh.f.
- Melastoma barioense K.M.Wong
- Melastoma bauchei Guillaumin
- Melastoma beccarianum Cogn.
- Melastoma bensonii Merr.
- Melastoma borijanum Korth.
- Melastoma borneense Bakh.f.
- Melastoma botryanthum K.M.Wong
- Melastoma buennemeyeri Bakh.f.
- Melastoma bukitrayense K.M.Wong
- Melastoma celebicum Blume
- Melastoma ceramense Naudin
- Melastoma chevalieri Guillaumin
- Melastoma collinum K.M.Wong
- Melastoma culionense Merr.
- Melastoma curvisepalum Bakh.f.
- Melastoma cyanoides Sm.
- Melastoma decipiens Bakh.f.
- Melastoma denticulatum Labill.
- Melastoma dodecandrum Lour.
- Melastoma eberhardtii Guillaumin
- Melastoma elbertii Bakh.f.
- Melastoma godeffroyi Reinecke
- Melastoma griffithianum Masters
- Melastoma hansenii K.M.Wong
- Melastoma harmsianum Lauterb.
- Melastoma horridum Bakh.f.
- Melastoma iliasii K.M.Wong
- Melastoma imbricatum Wall. ex Triana
- Melastoma impressinervium K.M.Wong
- Melastoma incisum K.M.Wong
- Melastoma × intermedium Dunn
- Melastoma jenkinsii Masters
- Melastoma joffrei K.M.Wong & Y.W.Low
- Melastoma kahayanense K.M.Wong
- Melastoma kemamanense L.Neo & K.M.Wong
- Melastoma klossii Baker f.
- Melastoma koordersii Bakh.f.
- Melastoma kostermansii K.M.Wong
- Melastoma kuchingense K.M.Wong
- Melastoma kudoi Sasaki
- Melastoma lanuginosum Blume
- Melastoma linusii K.M.Wong
- Melastoma longiramense K.M.Wong
- Melastoma magnificum Bakh.f.
- Melastoma malabathricum Lour.)
- Melastoma malabituin J.Agcaoili, Barcelona & Pelser[4]
- Melastoma maraiparaiense K.M.Wong
- Melastoma micans Gilli
- Melastoma microlepidotum K.M.Wong
- Melastoma microphyllum Naudin
- Melastoma minahassae Koord. ex Karst.Mey.
- Melastoma molkenboerii Miq.
- Melastoma molle Wall. ex Cogn.
- Melastoma muticum Ridl.
- Melastoma oreophilum K.M.Wong
- Melastoma oresbium K.M.Wong
- Melastoma orientale Guillaumin
- Melastoma ovalifolium Bakh.f.
- Melastoma paleaceum Naudin
- Melastoma palungense K.M.Wong
- Melastoma patulisetum Ohwi
- Melastoma pellegrinianum (H.Boissieu) Karst.Mey.
- Melastoma penicillatum Naudin
- Melastoma pentapetalum (Toyoda) T.Yamaz. & Toyoda
- Melastoma picklesii K.M.Wong
- Melastoma porphyraeum Zipp. ex Blume
- Melastoma postarii K.M.Wong
- Melastoma praetermissum K.M.Wong
- Melastoma pubescens Bakh.f.
- Melastoma pulongtauense K.M.Wong
- Melastoma robustum Bakh.f.
- Melastoma roemeri Mansf.
- Melastoma runiae K.M.Wong
- Melastoma sabahense Karst.Mey.
- Melastoma saigonense (Kuntze) Merr.
- Melastoma sanguineum Sims
- Melastoma sarawakense K.M.Wong
- Melastoma scaberrimum (Hayata) Yuen P.Yang & H.Y.Liu
- Melastoma septemnervium Lour.
- Melastoma sibatii K.M.Wong
- Melastoma suave Bakh.f.
- Melastoma subalbidum Merr.
- Melastoma subgrande Hochr.
- Melastoma sugaui K.M.Wong
- Melastoma sumatranum Bakh.f.
- Melastoma sylvaticum Blume
- Melastoma tanjiewhoei K.M.Wong
- Melastoma tetramerum Hayata
- Melastoma toppingii Merr.
- Melastoma trachycaulon Miq.
- Melastoma trachyphyllum Backer ex Bakh.f.
- Melastoma trungii Pócs & Tiep
- Melastoma ultramaficum K.M.Wong
- Melastoma velutinosum Ridl.
- Melastoma vile Bakh.f.
- Melastoma vulcanicum Ridl.
- Melastoma yahudii K.M.Wong
- Melastoma yiianthum K.M.Wong
- Melastoma zollingeri Naudin

## Biografía
1. Molina Rosito, A. 1975. Enumeración de las plantas de Honduras. Ceiba 19(1): 1–118.